# Njivice
 Ovo je glavno značenje pojma Njivice. Za druga značenja pogledajte Njivice (razdvojba).
Njivice su mjesto na otoku Krku, u Primorsko-goranskoj županiji, administrativno spadaju pod Omišalj. Poštanski broj ovog mjesta je 51512.
Nekada malo ribarsko naselje danas je poznato turističko sjecište gostiju iz europskih i ostalih zemalja.

## Povijest
Njivice se prvi puta spominju u darovnici kneza Ivana Frankopana iz 1474. godine iako je, sudeći prema nekim arheološkim nalazima, naselje mnogo starije. Godine 1710. spominje se uz Njivice naselje "Villa di sasso bianco" ili Beli Kamik, od čega je danas ostao samo toponim.
Proteklih je stoljeća to bilo malo krčko selo, čiji su se stanovnici uglavnom bavili ribarstvom, maslinarstvom i stočarstvom, te iskorištavanjem šuma.

## Stanovništvo
| broj stanovnika | 73    | 81    | 91    | 119   | 113   | 152   | 141   | 141   | 175   | 153   | 158   | 211   | 321   | 1169  | 1208  | 1115  | 1115  |
|                 | 1857. | 1869. | 1880. | 1890. | 1900. | 1910. | 1921. | 1931. | 1948. | 1953. | 1961. | 1971. | 1981. | 1991. | 2001. | 2011. | 2021. |

## Turizam
Godine 1930. izgrađen je hotel "Luka" (današnji Jadran) i villa Dinka, što se smatra početkom turizma u Njivicama.
Lijepe plaže, izuzetno plavo more, obilje hladovine i blaga klima, uz izvanredne smještajne kapacitete, osnovne su osobine koje privlače goste, a Njivice pretvara u sve poznatije turističko središte. 

## Šport
U Njivicama djeluje boćarski klub Trstena.

## Vanjske poveznice
- Službene stranice turističke zajednice Njivice‑Omišalj  Arhivirana inačica izvorne stranice od 24. studenoga 2009. (Wayback Machine)